# Họ Bướm phượng
Họ Bướm phượng (danh pháp khoa học: Papilionidae) là một họ bướm lớn, màu sắc sặc sỡ, gồm trên 550 loài. Dù hầu hết sống trong miền nhiệt đới, thành viên họ này có mặt ở mọi lục địa trừ châu Nam Cực. Họ này gồm cả những loài bướm lớn nhất: những loài "bướm cánh chim" chi Ornithoptera.
Các loài họ này có vài đặc điểm riêng biệt; ví dụ, ấu trùng của chúng có một cơ quan tự vệ gọi là osmeterium nằm trên đốt ngực trước. Osmeterium thường được giấu đi, khi bị đe dọa, ấu trùng chĩa nó ra qua một rãnh ngang mặt lưng bằng cách bơm chất lỏng vào đó.
Cánh của chúng chia thùy, dễ dàng nhìn thấy khi chúng xòe cánh lúc nghỉ. Về danh pháp khoa học, Linnaeus chọn Papilio làm chi điển hình (papilio trong tiếng Latinh nghĩa là "bướm"). Loài điển hình: Papilio machaon, lấy theo tên Machaon, một người con trai của Asclepius, nhắc đến trong Iliad. Loài Papilio homerus được đặt theo tên nhà thơ Hy Lạp Homer.